# Стрибки у воду на Чемпіонаті світу з водних видів спорту 1978
Змагання зі стрибків у воду на Чемпіонаті світу з водних видів спорту 1978 відбулися в Західному Берліні.

## Таблиця медалей
| Місце              | Країна             | Золото | Срібло | Бронза | Загалом |
| ------------------ | ------------------ | ------ | ------ | ------ | ------- |
| 1                  | США (USA)          | 2      | 1      | 2      | 5       |
| 2                  | СРСР (URS)         | 2      | 0      | 1      | 3       |
| 3                  | НДР (GDR)          | 0      | 3      | 0      | 3       |
| 4                  | Італія (ITA)       | 0      | 0      | 1      | 1       |
| Загалом (4 збірні) | Загалом (4 збірні) | 4      | 4      | 4      | 12      |

## Медальний залік

### Чоловіки
| Дисципліна    | Золото                    | Срібло                      | Бронза                         |
| Трамплін, 3 м | Філ Боґґс (USA) 913.95    | Фальк Гоффманн (GDR) 873.33 | Джорджо Каньйотто (ITA) 845.51 |
| Вишка, 10 м   | Грег Луганіс (USA) 844.11 | Фальк Гоффманн (GDR) 836.76 | Володимир Алейник (URS) 813.62 |

### Жінки
| Дисципліна    | Золото                      | Срібло                     | Бронза                         |
| Трамплін, 3 м | Ірина Калініна (URS) 691.43 | Сінтія Поттер (USA) 643.22 | Дженніфер Чандлер (USA) 637.41 |
| Вишка, 10 м   | Ірина Калініна (URS) 412.71 | Мартіна Яшке (GDR) 384.09  | Мелісса Брайлі (USA) 364.74    |